# Aechmea vallerandii
Aechmea vallerandii là một loài thực vật có hoa trong họ Bromeliaceae. Loài này được (Carrière) ined. mô tả khoa học đầu tiên.